# اونیدا (نیویورک)
اونیدا (به انگلیسی: Oneida) شهری در شهرستان مدیسون ایالت نیویورک است که در سرشماری سال ۲۰۱۰ میلادی، ۱۰۹۸۷ نفر جمعیت داشته‌است. اونیدا، به‌طور رسمی در تاریخ ۱۹۰۱ میلادی به‌عنوان یک شهر شناخته شد.